# 羽曳野市立西浦東小学校
羽曳野市立西浦東小学校（はびきのしりつ にしうらひがし しょうがっこう）は、大阪府羽曳野市にある公立小学校。
1993年に羽曳野市立西浦小学校より分離開校した。

## 沿革
- 1993年4月1日 - 羽曳野市立西浦東小学校として開校。
- 1994年 - 韓国のヨンガン教育使節団が来校。

## 通学区域
- 羽曳野市 広瀬・大黒・古市（番地表示の地区の一部）・通法寺・東阪田・西浦（番地表示の地区の一部）・壺井。

卒業生は基本的に羽曳野市立峰塚中学校に進学する。

## 交通
- 近鉄南大阪線 古市駅から南へ約2.5km。